# Шенгельды (Тарбагатайский район)
Шенгельды (каз. Шеңгелді) — село в Тарбагатайском районе Восточно-Казахстанской области Казахстана. Входит в состав Кабанбайского сельского округа. Код КАТО — 635843400.

## Население
В 1999 году население села составляло 380 человек (200 мужчин и 180 женщин). По данным переписи 2009 года, в селе проживал 281 человек (153 мужчины и 128 женщин).